# Want Want China
Want Want China Holdings Limited — китайская пищевая компания, крупный производитель снэков (в том числе рисовых крекеров и шариков, печенья, обжаренного арахиса, закусок из морепродуктов, джерков), жевательных конфет, жвачки, фруктового льда и желе, кофейных и молочных напитков (в том числе ароматизированного молока и йогуртов), соков, спортивных напитков, травяного чая, вина, рисовой лапши и сухого молока. Входит в состав тайваньского многопрофильного конгломерата Want Want Holdings. Штаб-квартира расположена в городе Шанхай.

## История
В 1989 году тайваньская компания Want Want вышла на китайский рынок, в 1992 году открыла в городе Чанша свою первую фабрику. В 2000 году в Шанхае открылась штаб-квартира, в октябре 2007 года весь китайский бизнес был реорганизован в Want Want China. В 2008 году компания вышла на Гонконгскую фондовую биржу, в 2020 году открыла пищевую фабрику во Вьетнаме.

## Деятельность
Want Want China Holdings производит продукцию под брендами Want Want, Hot Kid, Baby Mum-Mum, Mr. Bond, Mr. Hot, Queen Alice и Fix Body. Компания имеет более 100 заводов и более 420 офисов продаж по всему Китаю. Основные производственные площадки компании расположены в городах Шанхай, Нанкин, Гуанчжоу, Чанша, Ухань, Харбин, Шэньян, Синин и Лохэ.
По итогам 2022 года основные продажи Want Want China пришлись на молочные продукты и напитки (53,7 %), рисовые крекеры (23,3 %) и другие закуски (22,5 %). 100 % продаж пришлось на рынок Китая.

## Акционеры
Крупнейшими акционерами Want Want China Holdings являются Цай Яньмин (53,1 %), Top Quality Group (14,7 %), Iwatsuka Confectionery (5,1 %), Чэн Вэньсянь (3,9 %), The Vanguard Group (1 %), BlackRock (0,92 %) и Цай Шаочун (0,86 %).